# Мультисекція ряду
Мультисе́кцією ря́ду називають ряд, складений із членів початкового ряду, індекси яких утворюють арифметичну прогресію.
Для ряду:
{\displaystyle \sum _{n=-\infty }^{\infty }a_{n}\cdot x^{n}}
мультисекцією є будь-який ряд вигляду:
{\displaystyle \sum _{m=-\infty }^{\infty }a_{sm+d}\cdot x^{sm+d},}
де s, d — цілі числа, 0 ⩽ d < s.

## Мультисекція аналітичних функцій
Для мультисекції ряду аналітичної функції
{\displaystyle F(x)=\sum _{n=-\infty }^{\infty }a_{n}\cdot x^{n}}
виконується формула:
{\displaystyle \sum _{m=-\infty }^{\infty }a_{sm+d}\cdot x^{sm+d}={\frac {1}{s}}\cdot \sum _{k=0}^{s-1}w^{-kd}\cdot F(w^{k}\cdot x),}
де {\displaystyle w=e^{\frac {2\pi i}{s}}} — первісний корінь степеня s із одиниці.

### Приклад
Мультисекцією бінома Ньютона
{\displaystyle (1+x)^{q}={q \choose 0}x^{0}+{q \choose 1}x+{q \choose 2}x^{2}+\dots }
при x = 1 є така тотожність для суми біноміальних коефіцієнтів із кроком s:
{\displaystyle {q \choose d}+{q \choose d+s}+{q \choose d+2s}+\dots ={\frac {1}{s}}\cdot \sum _{k=0}^{s-1}\left(2\cos {\frac {\pi k}{s}}\right)^{q}\cdot \cos {\frac {\pi (q-2d)k}{s}}.}